# Logistika nabave
Logistika nabave je dio mikrologistike koji se bavi koordinacijom svih kretanja i stanja materijala i robe od tržišta nabave do proizvodnje / prodaje.

## Ciljevi
Glavni cilj logistike nabave je opskrba poduzeća :
- s pravim materijalima (robom)
- u potrebnoj količini
- na pravome mjestu
- uz što veću ekonomičnost

## Zadaci
- upravljanje protokom robe izborom odgovarajućih sustava nabave
- izbor lokacije i vrste skladišta
- zadaci u svezi s pakiranjem
- korištenje određenog oblika transporta
- primjena pomoćnih transportnih sredstava
- kontrola kvalitete
- upravljanje zalihama
- upravljanje utovarom, pretovarom i istovarom

## Izbor logističkih kanala nabave
Za proizvođača je jako važno ispravan odabir logističkih kanala nabave koji mogu zadovoljiti zahtjeve ekonomičnosti, sigurnosti i kontrole kanala. 
Što sve utječe na izbor kanala nabave (determinante):
- karakteristike materijala (robe)
→ svaki proizvod ima različita obilježja (pokvarljivost, standardiziranost, jedinična cijena, svrha uporabe).
- stupanj razvijenosti tržišta
→ razvijenije tržište znači više različitih sudionika u prometu, a s time i veći broj usluga.
- karakteristike poduzeća
→ financijska snaga, veličina skladišnog i proizvodnog kapaciteta, stalnost i širina proizvodnog asortimana.
- društveno - ekonomski odnosi

## Planiranje logistike nabave
Da bi logistika bila funkcionalna i efikasna važno je napraviti ekonomsko - tehnički proračun poslovanja logistike nabave u određenom vremenskom razdoblju. Bitno je odrediti :
- sadržaj i obujam poslovanja logistike nabave
- troškove poslovanja logistike nabave
- potrebno osoblje
- visinu potrebnih financijskih sredstava

## Organizacija logistike nabave
Činitelji :
1. objektivni
  - vanjski → tržište nabave, institucionalni uvjeti, razvoj znanosti i tehnologije, integracijski procesi, promet, prirodni uvjeti.
  - unutarnji → djelatnost, veličina i smještaj poduzeća, tehnološki proces i način proizvodnje, potrebna sredstva za proizvodnju i usluge, financijska snaga i stabilnost poduzeća, sredstva za rad i skladišni prostor.
2. subjektivni → uprava poduzeća, management logistike nabave, izvršitelji nabave, neformalne grupe.

Unutarnja organizacija logistike nabave ovisi o :
- predmetima nabave
- funkcijama
- gotovim proizvodima
- zemljopisnim područjima
- isporučiteljima
- projektima

## Kontrola nabave
Svrha kontrole je da povisi transparentnost poslovanja, da utječe na ciljnu djelatnost i da omogući dokazivanje uspjeha. Glavni zadatak je opskrbiti nositelje strateških i operativnih odluka potrebnim informacijama za uspješno upravljanje nabavom. Kontrola se služi sljedećim instrumentima :
- u užem smislu → pokazatelji
- u širem smislu → budžetiranje, izračunavanje troškova i rezultata